# 190 (număr)
190 (o sută nouăzeci) este numărul natural care urmează după 189 și precede pe 191 într-un șir crescător de numere naturale.

## În matematică
190
- Este un număr par.
- Este un număr compus.[1]
- Este un număr deficient,[2][3] suma divizorilor săi fiind 170, mai mică decât 190.
- Este un număr Erdős-Woods[4][5]
- Este un număr fericit.[6][7]
- Este un număr harshad.[8][9]
- Este un număr sfenic.[10]
- Este un număr liber de pătrate.
- Este un număr triunghiular.[11][12]
- Este un număr hexagonal.[13][14]
- Este un 33-gonal.[15][16]
- Este un număr centrat nonagonal (eneagonal).[17][18]

## În știință

### În astronomie
- Obiectul NGC 190 din New General Catalogue este o galaxie spirală cu o magnitudine 15,08 în constelația Peștii.
- 190 Ismene este un asteroid mare din centura principală.
- 190P/Mueller (Mueller 6) este o cometă periodică din sistemul nostru solar.

## În alte domenii
190 se poate referi la:
- Numărul de apel de urgență în Brazilia.
- Fw 190, un avion de vânătoare german din al Doilea Război Mondial.